# Humboldt County (Iowa)
Humboldt County is een county in de Amerikaanse staat Iowa.
De county heeft een landoppervlakte van 1.125 km² en telt 10.381 inwoners (volkstelling 2000). De hoofdplaats is Dakota City.

## Bevolkingsontwikkeling

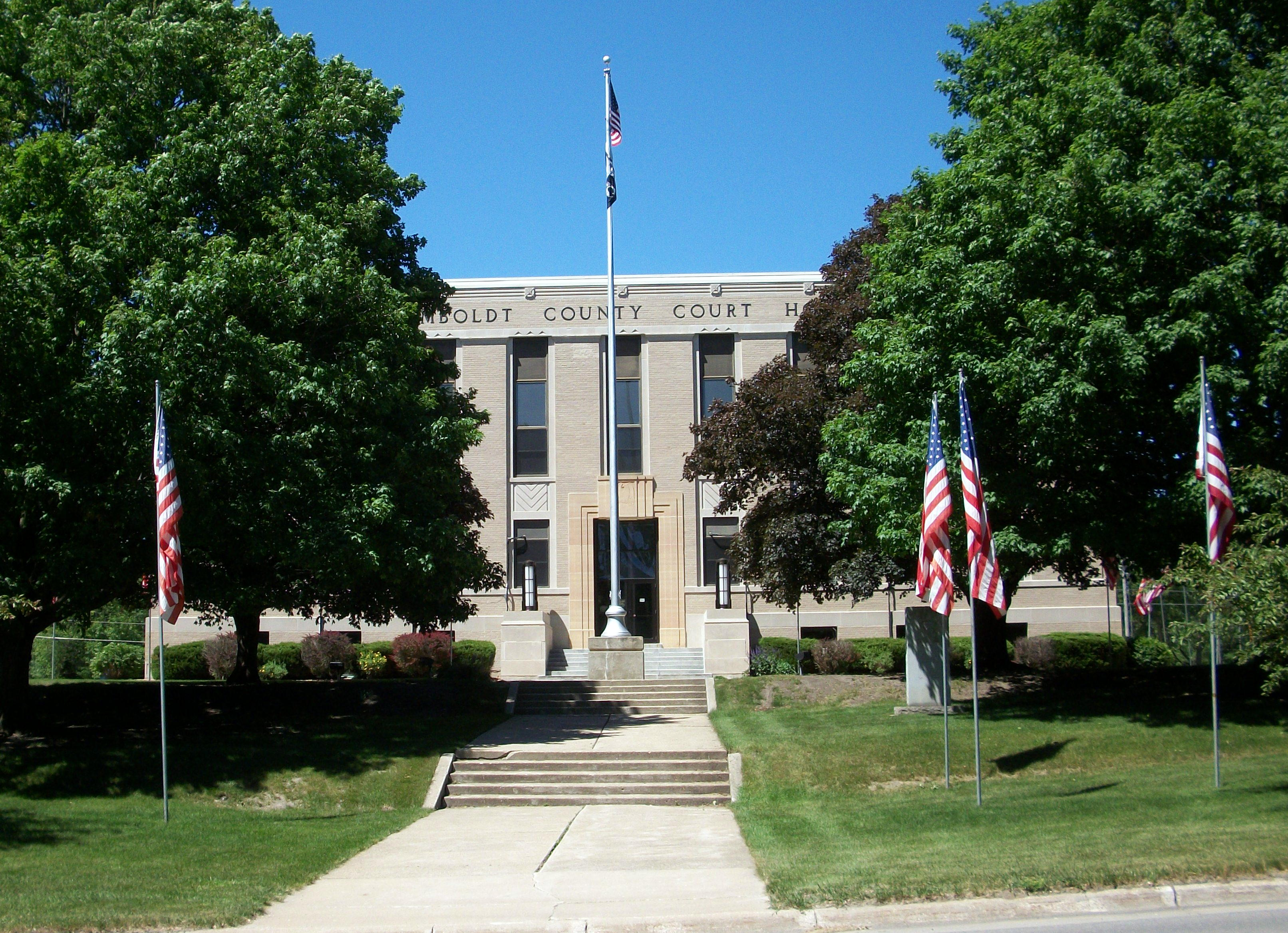
Humboldt County Courthouse

Adair · Adams · Allamakee · Appanoose · Audubon · Benton · Black Hawk · Boone · Bremer · Buchanan · Buena Vista · Butler · Calhoun · Carroll · Cass · Cedar · Cerro Gordo · Cherokee · Chickasaw · Clarke · Clay · Clayton · Clinton · Crawford · Dallas · Davis · Decatur · Delaware · Des Moines · Dickinson · Dubuque · Emmet · Fayette · Floyd · Franklin · Fremont · Greene · Grundy · Guthrie · Hamilton · Hancock · Hardin · Harrison · Henry · Howard · Humboldt · Ida · Iowa · Jackson · Jasper · Jefferson · Johnson · Jones · Keokuk · Kossuth · Lee · Linn · Louisa · Lucas · Lyon · Madison · Mahaska · Marion · Marshall · Mills · Mitchell · Monona · Monroe · Montgomery · Muscatine · O'Brien · Osceola · Page · Palo Alto · Plymouth · Pocahontas · Polk · Pottawattamie · Poweshiek · Ringgold · Sac · Scott · Shelby · Sioux · Story · Tama · Taylor · Union · Van Buren · Wapello · Warren · Washington · Wayne · Webster · Winnebago · Winneshiek · Woodbury · Worth · Wright